# Podskalnica leśna
Podskalnica leśna (Guyruita giupponii) – gatunek pająka z rodziny ptasznikowatych. Zamieszkuje Brazylię.

## Taksonomia
Gatunek ten opisany został po raz pierwszy w 2018 roku przez Caroline Sayuri Fukushimę i Rogéira Bertaniego na podstawie dwóch samców. Jako lokalizację typową autorzy wskazali Reserva Biológica de Sooretama w brazylijskim stanie Espírito Santo. Epitet gatunkowy nadano na cześć arachnologa, Alessandra Giupponiego.

## Morfologia
Holotypowy samiec ma karapaks długości 6,3 mm i szerokości 5,4 mm oraz opistosomę (odwłok) długości 6,4 mm i szerokości 3,8 mm. Barwa karapaksu jest rudobrązowa z szarawymi szczecinkami. Część głowowa karapaksu jest słabo wyniesiona. Oczy pary przednio-bocznej leżą nieco bardziej z przodu niż przednio-środkowej, a pary tylno-środkowej równo z tymi pary tylno-bocznej. Jamka karapaksu jest prosta i głęboka. Szczękoczułki mają człon nasadowy z 9 zębami i kilkoma drobnymi ząbkami na przedniej krawędzi rowka. Szczęki mają około 130 kuspuli, natomiast na wardze dolnej jest ich około 180. Sternum ma trzy pary sigilli oddalonych od krawędzi o swoje średnice; te przedniej i środkowej są okrągłe, tylnej zaś duże i wrzecionowate. Barwa szczęk, wargi, sternum, bioder i spodu ud jest brązowa, zaś reszta odnóży i nogogłaszczków jest szarawa ze złocistymi szczecinkami. Opistosoma jest jasnobrązowa z nieregularną, podłużną plamą pośrodku strony grzbietowej. Samiec ma na goleniach pierwszej pary odnóży apofizy (haki) goleniowe, składające się z dwóch gałęzi, z których tylno-boczna jest dłuższa, zakrzywiona do wewnątrz i wyposażona w krótki kolec wierzchołkowy, a przednio-boczna krótsza i zaopatrzona w kolec tych samych rozmiarów. Nogogłaszczki samca mają prostokątne cymbium złożone z dwóch podobnych rozmiarów płatów oraz kulistawy bulbus z małym subtegulum i długim, niespłaszczonym, pozbawionym kilów embolusem o długości mniejzej niż dwukrotność długości tegulum.

## Ekologia i występowanie
Gatunek neotropikalny, endemiczny dla Brazylii, znany wyłącznie z północnej części stanu Espírito Santo. Zamieszkuje las atlantycki nazywany Hiléia Baiana i przypominający puszczę amazońską.